# Кременчуцька гімназія № 12 (Кременчук)
Кременчу́цька гімназія № 12 — заклад загальної середньої освіти №12 розташований у Кременчуці, на Молодіжному.

## Історія
Будівництво гімназії № 12 було розпочато в липні 1989 року та закінчено в серпні 1991 року. Гімназія № 12 відкрилася 1 вересня 1991 року. Комплекс гімназії побудований на основі типового проєкту  на 30 класів (1176 учнів). Але за парти сіло 1852 учні, які утворили 64 класи. Гімназія працювала у дві зміни з 7:30 до 19:30. У підготовці гімназії до навчального року брали участь учительський колектив, учні, їхні батьки, працівники шефського колективу Кременчуцького нафтопереробного заводу.
Директором гімназії був призначений Сергій Васильович Івановський. 
У 2003 році гімназія увійшла до національної мережі гімназій сприяння здоров'ю (наказ МОН та МОЗ України № 491/236 адм. від 23.07.2003 р.).
У 2006 році гімназія стала переможцем Всеукраїнського конкурсу «100 найкращих навчальних закладів України» в номінації «Гімназія здоров'я».
У 2008 році педагогічний колектив гімназії став переможцем Всеукраїнського конкурсу «Громадське визнання — 2008» у номінації «Найкращий досвід».
У 2008 році гімназія увійшла до літопису сучасної освіти і науки «Флагман сучасної освіти України» і нагороджена пам'ятним знаком «За вагомий внесок у розвиток освіти і науки України».
На 1 вересня 2010—2011 навчального року в школі налічується 35 класів, навчається 1005 учнів, працює 63 педагоги, серед яких 3 вчителі — методисти, 7 — старших вчителів, 30 — спеціалістів вищої кваліфікаційної категорії.
За час роботи, гімназію закінчило приблизно 3000 учнів. 63 учні закінчили гімназію з зо

## Матеріально-технічна база
Для забезпечення навчально-виховного процесу база гімназії складається з:
- 34 навчальних кімнати
- 2 майстерні з обробки металу та дерева
- 2 кабінети Інформатики та ІКТ
- 2 кабінети української мови та літератури
- кабінет основ безпеки життєдіяльності та цивільної оборони
- кабінет світової літератури
- кабінет англійської мови
- кабінет німецької мови
- кабінет математики
- кабінет біології
- кабінет географії
- кабінет хімії
- кабінет Євроклубу
- кабінет ЛФК
- кабінет музичного мистецтва
- спортивна зала
- актова зала
- тренажерна зала
- басейн
- кабінет психолога
- медичний кабінет
- їдальня та буфет
- кімнати психологічного розвантаження
- кабінет стоматолога
- музею бойової слави
- методичний кабінет

## Здобутки
У 2003 році гімназія увійшла до національної мережі гімназій сприяння здоров'ю (наказ МОН та МОЗ України № 491/236 адм. від 23.07.2003 р.). У 2006 році — гімназія стала переможцем Всеукраїнського конкурсу «100 найкращих шкіл України» у номінації «Гімназія здоров'я». У 2008 році педагогічний колектив гімназії став переможцем Всеукраїнського конкурсу «Громадське визнання — 2008» у номінації «Найкращий досвід». 2008 року школа увійшла до літопису сучасної освіти і науки «Флагман сучасної освіти України» і нагороджена пам'ятним знаком «За вагомий внесок у розвиток освіти і науки України».

## Гімназійний музей
У гімназії працює військово-історичний музей, присвячений військовій історії України ХХ століття. Робота по створенню музею збіглася з участю колективу гімназії у Всеукраїнській історико-краєзнавчій акції «Шляхами подвигу і слави», що проводилася у 2009 році.
Учнівським та педагогічним колективом навчального закладу був створений пошуковий загін, що досліджував бойовий шлях 97-ї гвардійської стрілецької Полтавської дивізії у німецько-радянській війні.
Працюючи з архівами, пошуковці виявили дані про ветерана цієї дивізії — Полозова Анатолія Нестеровича. Так розпочалося листування між колективом гімназії та ветераном. У дарунок гімназії він надіслав декілька книг, зокрема з історії 97-ї Полтавської стрілецької дивізії, що виявилися неоціненним джерелом у дослідницькій роботі. Саме Анатолій Нестерович Полозов разом з іншими ветеранами міста урочисто відкрив музей в травні 2009 року.
Спільними зусиллями колектив гімназії виготовив виставкове обладнання, оформили стенди.
Усі експонати музею класифіковано за розділами, експозиції естетично оформлені.

### Відділи музею
Музей має чотири відділи.
У першому відділі «Історія створення 97-ї Полтавської стрілецької дивізії» містяться світлини, документи, експонати, стенди, які розповідають про формування дивізії в місті Ставрополі у 1941 році.
У другому відділі «Бойовий шлях 97-ї гвардійської стрілецької дивізії у 1941—1945 роках. Визволення Кременчука» містяться матеріали, що розповідають про нелегку бойовий шлях дивізії від Ставрополя до Праги.
У третьому відділі «Військове спорядження воїнів під час Другої Світової війни» зберігаються рідкісні експонати: зброя часів німецько-радянської війни, залишки снарядів, мін, радянські та німецькі каски, гільзи, інше.
Четвертий відділ музею має назву «Кременчука слава, гордість та безсмертя» та присвячена Революції Гідності, подіям на сході країни, героям, які віддали життя за Україну та бійцям-учасникам АТО.

### Галерея

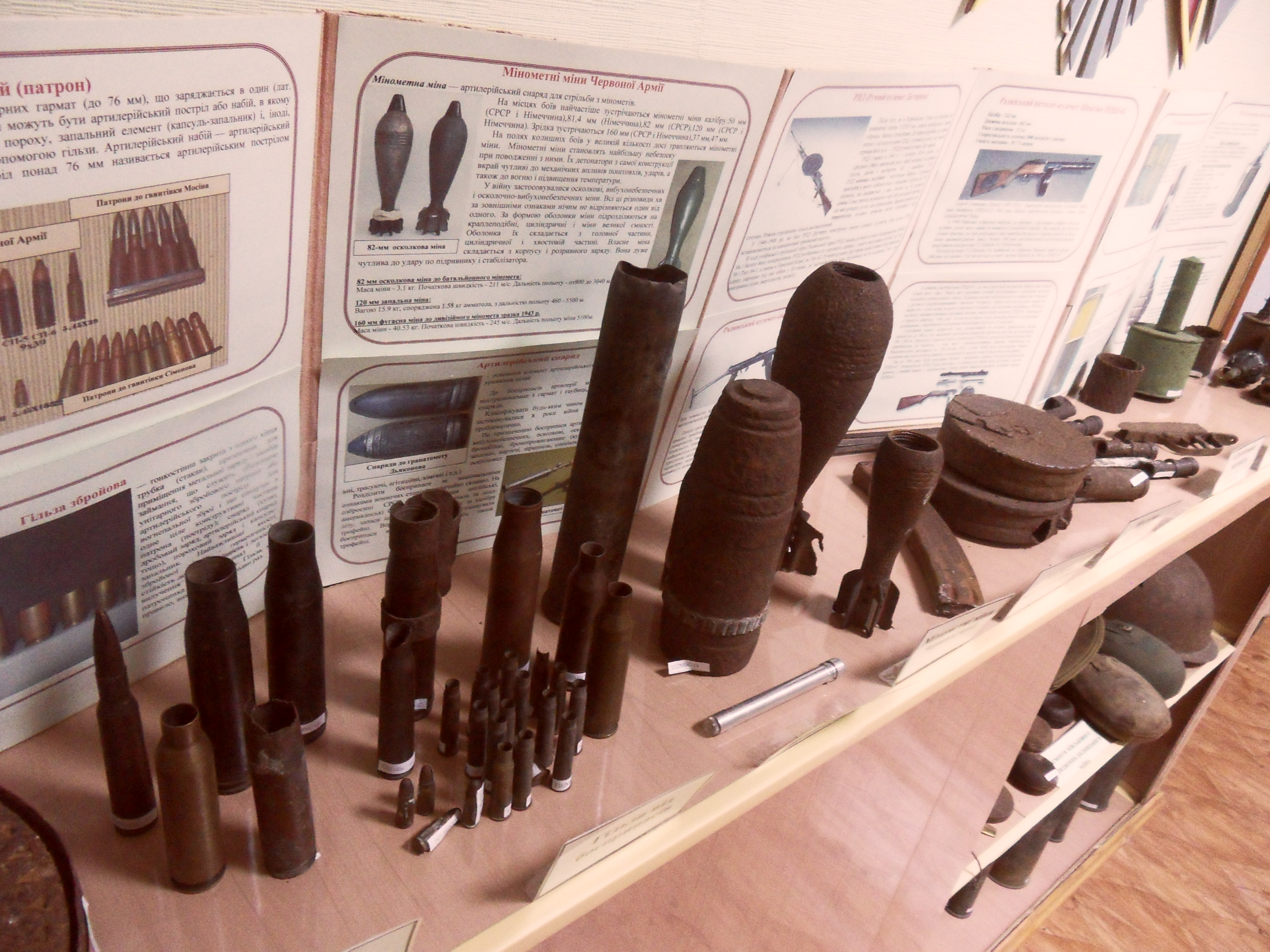
Військове спорядження в часи Другої світової війни
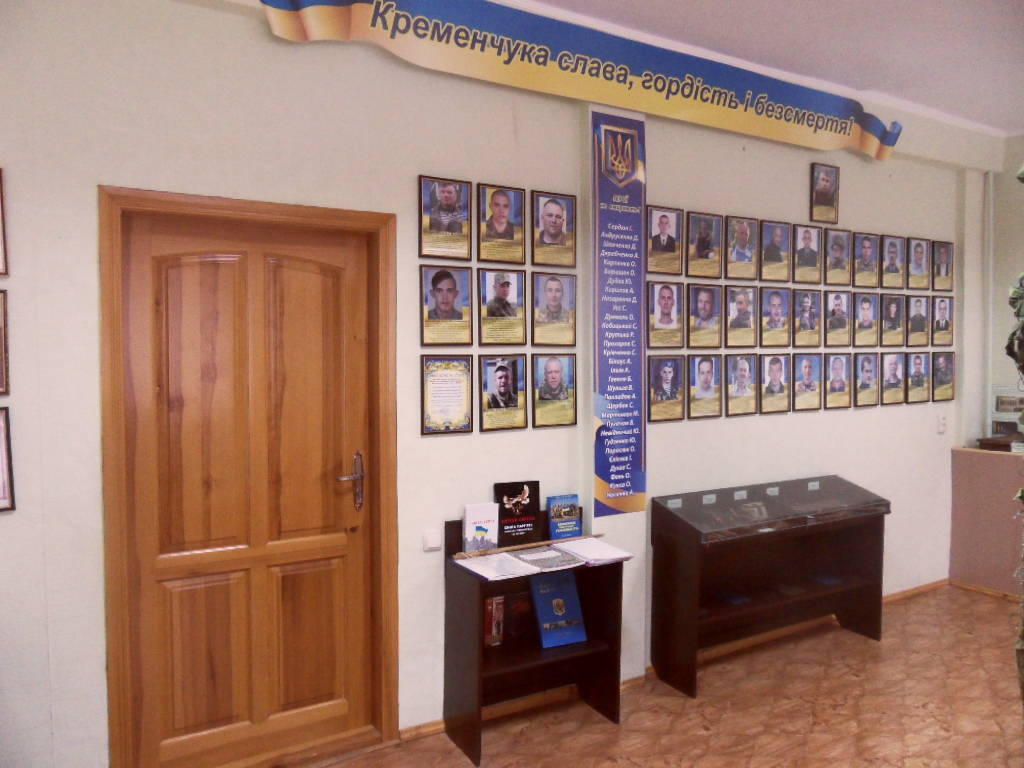
Відділ 4. Кременчука слава, гордість та безсмертя!
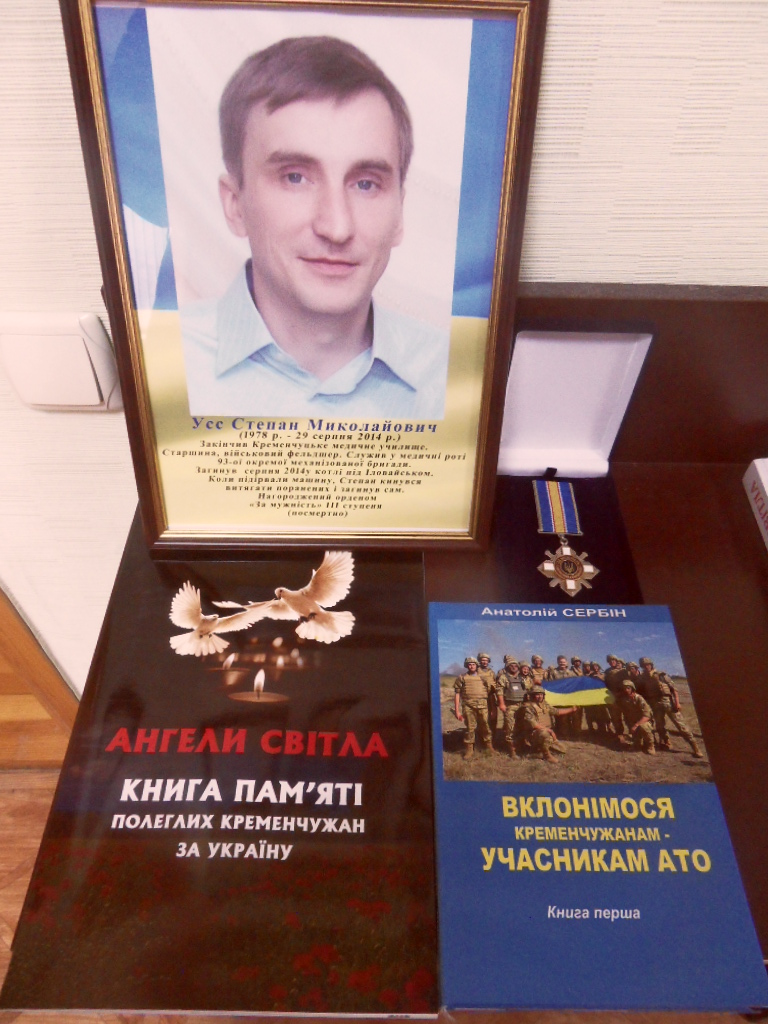
Степан Усс, що загинув в зоні АТО 2014 року.

## Гімн
Для гімназії був написаний гімн (слова — А. Канівець, музика — А. Стробикіна).